# 数学

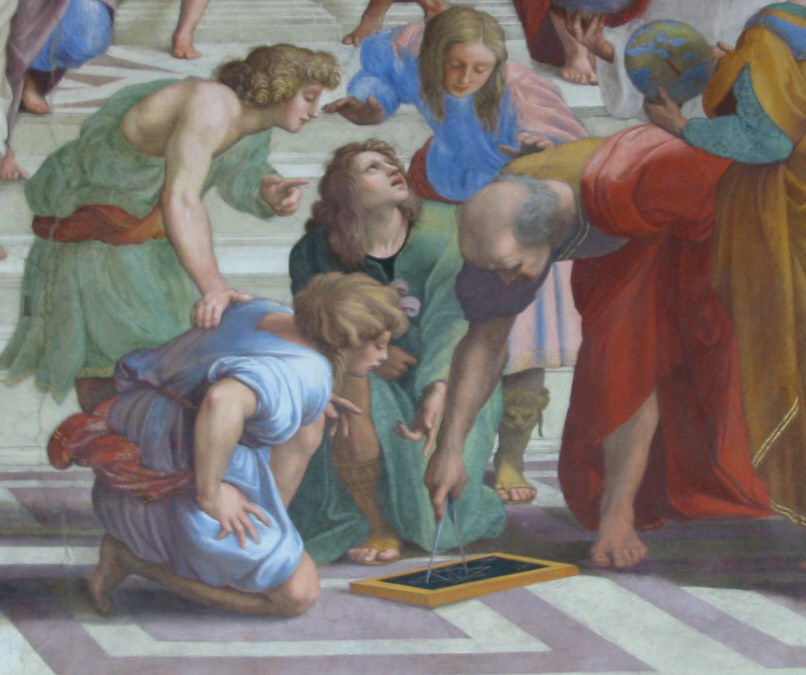
歐幾里得，西元前三世紀的古希臘數學家，而現在被認為是幾何之父，此畫為拉斐爾的作品《雅典學院》

数学是研究數量、结构以及空间等概念及其变化的一門学科，屬於形式科學的一種。數學利用抽象化和邏輯推理，從計數、計算、量度、對物體形狀及運動的觀察發展而成。數學家們拓展這些概念，以公式化新的猜想，以及從選定的公理及定義出發，嚴謹地推導出一些定理。
純粹數學的知識與運用是生活中不可或缺的一環。對數學基本概念的完善，早在古埃及、美索不达米亚及古印度历史上的古代數學文本便可觀見，而在古希臘那裡有更為嚴謹的處理。從那時開始，數學的發展便持續不斷地小幅進展，至16世紀的文藝復興時期，因为新的科學發現和數學革新兩者的交互，致使數學的加速发展，直至今日。数学并成为許多國家及地區的教育中的一部分。
数学在许多领域都有应用，包括科學、工程、醫學、經濟學和金融學等。數學對這些領域的應用通常被稱為應用數學，有時亦會激起新的數學發現，並導致全新學科的發展，例如物理学的实质性发展中建立的某些理论激发数学家对于某些问题的不同角度的思考。數學家也研究純粹數學，就是數學本身的实质性內容，而不以任何實際應用為目標。許多研究雖然以純粹數學開始，但其过程中也發現許多可用之处。

## 詞源
西方语言中“數學”（希臘語：μαθηματικά）一詞源自於古希臘語的，其有“學習”、“學問”、“科學”，還有個較狹義且技術性的意思－「數學研究」，即使在其語源內。其形容詞，意思為「和學習有關的」或「用功的」，亦會被用來指「數學的」。其在英语中表面上的複數形式，及在法语中的表面複數形式，可溯至拉丁文的中性複數，由西塞罗譯自希臘文複數，此一希臘語被亚里士多德拿來指「萬物皆數」的概念。
汉字表示的「數學」一詞大約产生于中国宋元時期。多指象數之學，但有時也含有今天上的數學意義，例如，秦九韶的《數學九章》（《永樂大典》記，即《數書九章》也被宋代周密所著的《癸辛雜識》記爲《數學大略》）、《數學通軌》（明代柯尚遷著）、《数学钥》（清代杜知耕著）、《數學拾遺》（清代丁取忠撰）。直到1939年，經過中國數學名詞審查委員會研究“算學”與“數學”兩詞的使用狀況後，確認以“數學”表示今天意義上的數學含義。

## 历史

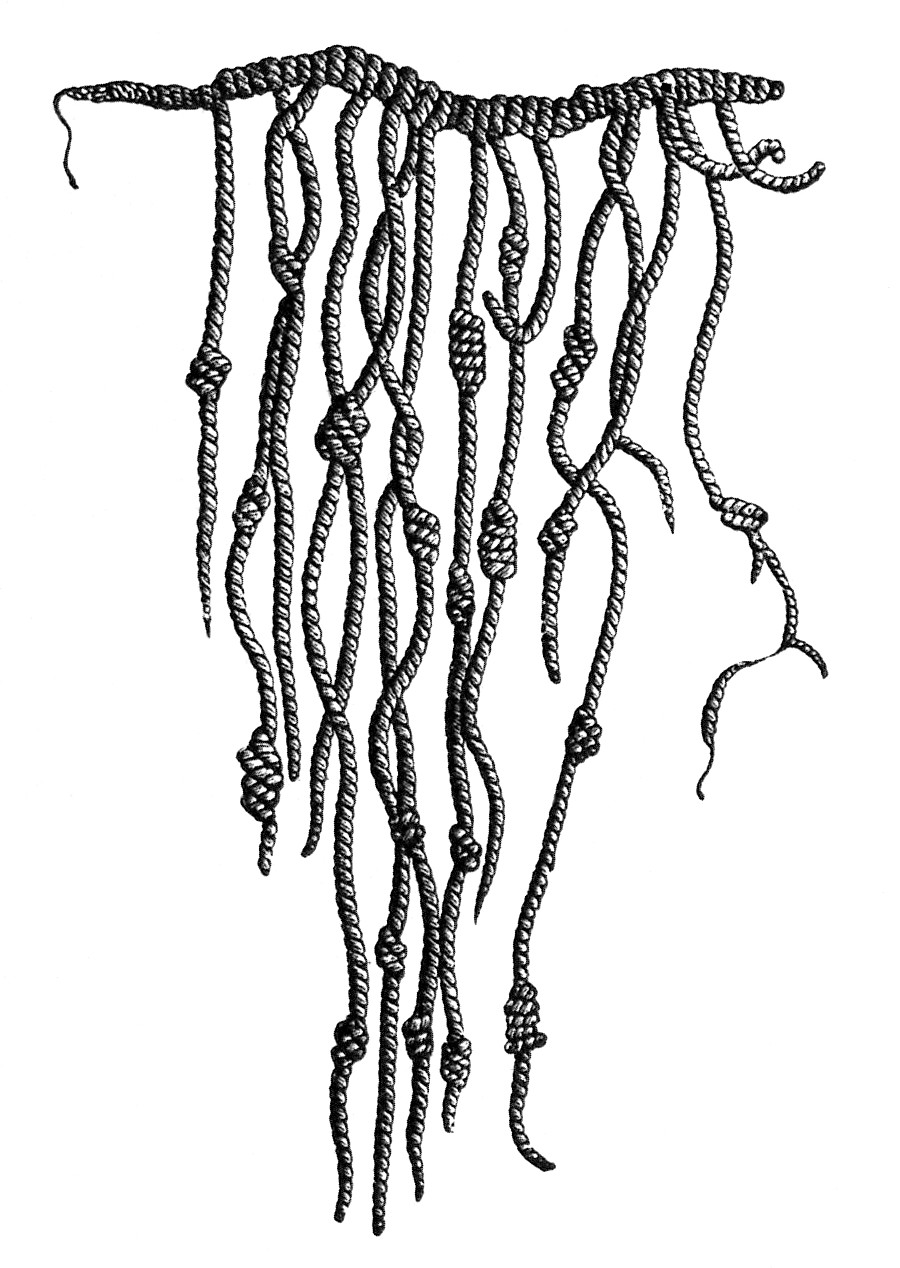
奇普，印加帝國時所使用的計數工具

玛雅数字，黑點代表一，黑直線代表五

數學有着久遠的歷史。它被認為起源於人類早期的生產活動：中國古代的六艺之一就有「數」，數學一詞在西方有希腊语詞源（mathematikós），意思是“学问的基础”，源于（máthema，“科学，知识，学问”）。
史前的人類就已嘗試用自然的法則來衡量物質的多少、時間的長短等抽象的數量關係，比如时间单位有日、季節和年等。算術（加減乘除）也自然而然地產生了。古代的石碑及泥版亦證實了當時已有幾何的知識。
更進一步則需要寫作或其他可記錄數字的系統，如符木或於印加帝國內用來儲存數據的奇普。歷史上曾有過許多不同的記數系統。
在最初有歷史記錄的時候，數學內的主要原理是為了做稅務和貿易等相關計算，為了解數字間的關係，為了測量土地，以及為了預測天文事件而形成的。这些可以简单地被概括为数学对數量、结构、空间及时间方面的研究。
到了16世纪，算术、初等代数以及三角学等初等数学已大体完备。17世纪变量概念的产生使人们开始研究变化中的量与量的互相关系和图形间的互相变换，微积分的概念也在此時形成。随着數學轉向形式化，为研究数学基础而产生的集合论和数理逻辑等也开始发展。数学的重心从求解实际问题转变到对一般形式上的思考。
從古至今，數學便一直不斷地延展，且與科學有豐富的相互作用，兩者的發展都受惠於彼此。在歷史上有著許多數學發現，並且直至今日都不斷地有新的發現。據米哈伊爾·B·塞甫留克（Mikhail B. Sevryuk）於美國數學會通報2006年1月的期刊中所說，「存放於數學評論資料庫中論文和書籍的數量自1940年（數學評論的創刊年份）現已超過了一百九十萬份，而且每年還增加超過七萬五千份。此一學海的絕大部份為新的數學定理及其證明。」

## 形成、純數學與應用數學及美學

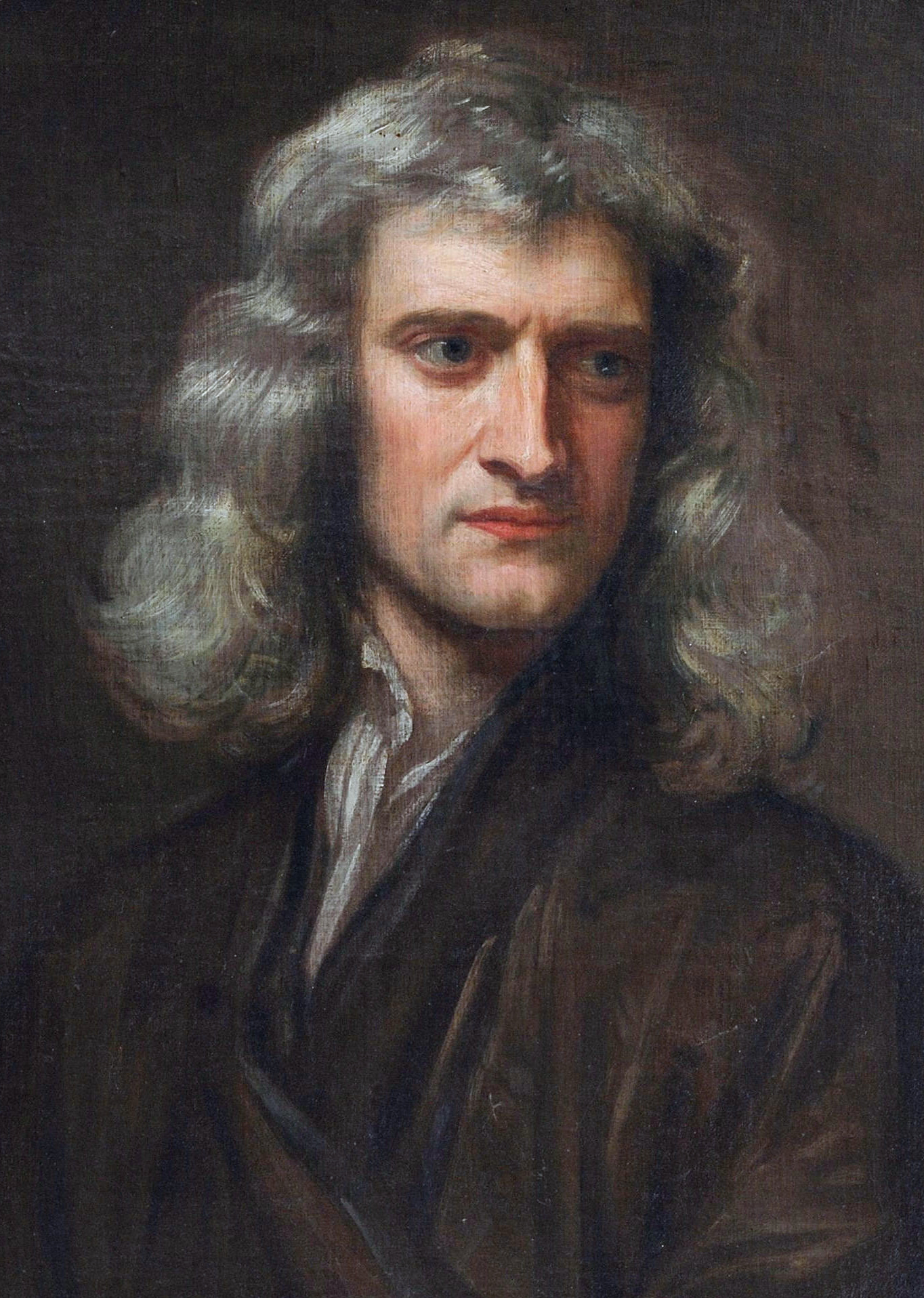
牛頓（1643-1727），微積分的發明者之一

每當有涉及數量、結構、空間及變化等方面的問題時，通常就需要用到數學去解決問題，而這往往也拓展了數學的研究範疇。一開始，數學的運用可見於貿易、土地測量及之後的天文學。今日，所有的科學都存在著值得數學家研究的問題，且數學本身亦給出了許多的問題。牛頓和莱布尼兹是微積分的發明者，費曼發明了費曼路徑積分，這是推理及物理洞察二者的產物，而今日的弦理論亦引申出新的數學。一些數學只和生成它的領域有關，且用來解答此領域的更多問題。但一般被一領域生成的數學在其他許多領域內也十分有用，且可以成為一般的數學概念。即使是「最純的」數學通常亦有實際的用途，此一非比尋常的事實，被1963年諾貝爾物理獎得主維格納稱為「數學在自然科學中不可想像的有效性」。
如同大多數的研究領域，科學知識的爆發導致了數學的專業化。主要的分歧為純數學和應用數學。在應用數學內，又被分成兩大領域，並且變成了它們自身的學科——統計學和電腦科學。
許多數學家談論數學的優美，其內在的美學及美。「簡單」和「一般化」即為美的一種。另外亦包括巧妙的證明，如歐幾里得對存在無限多質數的證明；又或者是加快計算的數值方法，如快速傅立葉變換。高德菲·哈羅德·哈代在《一個數學家的自白》一书中表明他相信單單是美學上的意義，就已經足夠成為數學研究的正當理由。

## 符號、語言與精确性

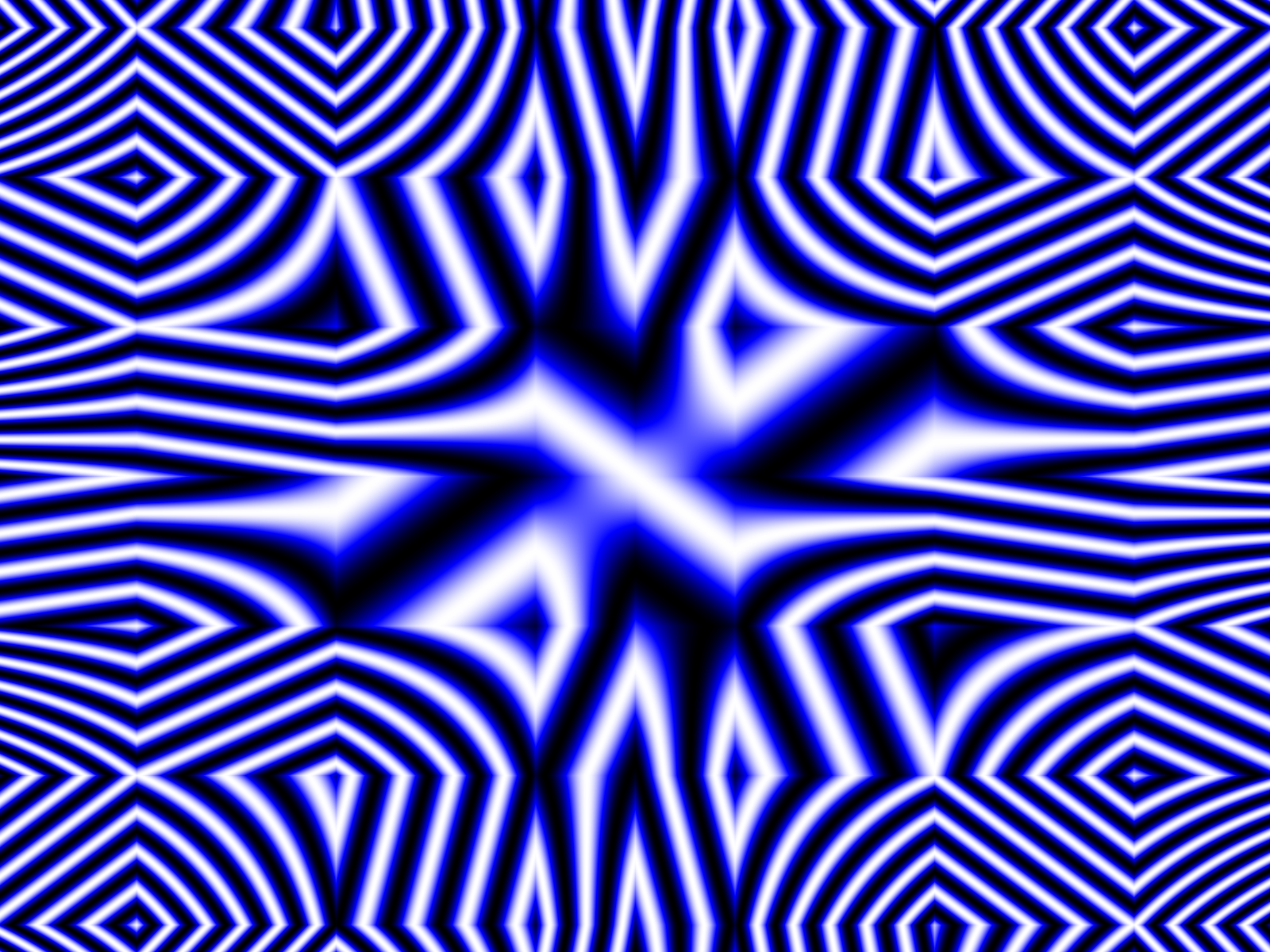
在現代的符號中，簡單的表示式可能描繪出複雜的概念。此一圖像即產生自x=cos (y arccos sin〡x〡 + x arcsin cos〡y〡)

我們現今所使用的大部分數學符號在16世紀後才被發明出來的。在此之前，數學以文字的形式書寫出來，這種形式會限制了數學的發展。現今的符號使得數學對於專家而言更容易掌握，但初學者卻常對此望而却步。它被極度的壓縮：少量的符號包含著大量的訊息。如同音樂符號一般，現今的數學符號有明確的語法，並且有效地對訊息作編碼，這是其他書寫方式難以做到的。符号化和形式化使得数学迅速发展，并帮助各个科学领域建立基础支撑理论。
數學語言亦對初學者而言感到困難。如“或”和“只”這些字有著比日常用語更精確的意思。亦困惱著初學者的，如“開放”和“域”等字在數學裡有著特別的意思。數學術語亦包括如“同胚”及“可積性”等專有名詞。但使用這些特別符號和專有術語是有其原因的：數學需要比日常用語更多的精確性。數學家將此對語言及邏輯精確性的要求稱為「嚴謹」。但在现实应用中，舍弃一些严谨性往往会得到更好的结果。
嚴謹是數學證明中很重要且基本的一部份。數學家希望他們的定理以系統化的推理依著公理被推論下去。這是為了避免依著不可靠的直觀而推出錯誤的「定理」，而這情形在歷史上曾出現過許多的例子。在數學中被期許的嚴謹程度因著時間而不同：希臘人期許著仔細的論證，但在牛頓的時代，所使用的方法則較不嚴謹。牛頓為了解決問題所做的定義，到了十九世紀才重新以小心的分析及正式的證明來處理。今日，數學家們則持續地在爭論電腦協助證明的嚴謹度。當大量的計算難以被驗證時，其證明亦很難說是足夠地嚴謹。
公理在傳統的思想中是「不證自明的真理」，但這種想法是有問題的。在形式上，公理只是一串符號，其只對可以由公理系統導出的公式之內容有意義。希爾伯特計劃即是想將所有的數學放在堅固的公理基礎上，但依據哥德爾不完備定理，每一相容且能蘊涵皮亞諾公理的公理系統必含有一不可決定的公式；因而所有數學的最終公理化是不可能的。儘管如此，數學常常被想像成只是某種公理化的集合論，在此意義下，所有數學敘述或證明都可以寫成集合論的公式。

## 數學作為科學

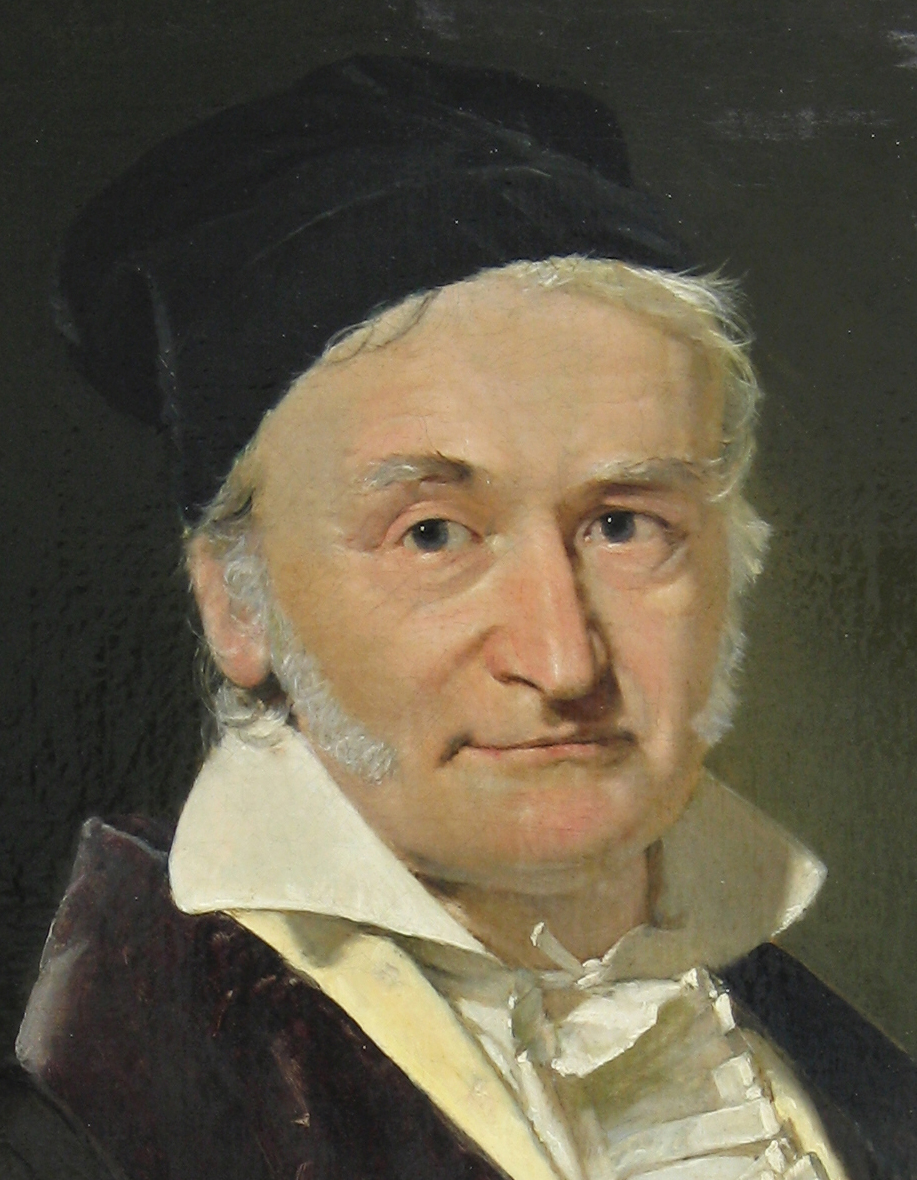
卡爾·弗里德里希·高斯

卡爾·弗里德里希·高斯稱數學為「科學的皇后」。在拉丁原文，以及其德語中，對應於「科學」的單字的意思皆為知識（領域）。而實際上，science一詞在英語內本來就是這個意思，且無疑問地數學在此意義下確實是一門「科學」。將科學限定在自然科學則是在此之後的事。若認為科学是只指物理的世界時，則數學，或至少是純數學，不會是一門科學。愛因斯坦曾如此描述：「數學定律越和現實有關，它們越不確定；若它們越是確定的話，它們和現實越不會有關。」許多哲學家相信數學在經驗上不具可否證性，且因此不是卡爾·波普爾所定義的科学。但在1930年代時，在數理邏輯上的重大進展顯示數學不能歸併至邏輯內，且波普爾推斷「大部份的數學定律，如物理及生物學一樣，是假設演繹的：純數學因此變得更接近其假設為猜測的自然科學，比它現在看起來更接近。」然而，其他的思想家，如較著名的拉卡托斯，便提供了一個關於數學本身的可否證性版本。
另一觀點則為某些科學領域（如理論物理）是其公理為嘗試著符合現實的數學。而事實上，理論物理學家齊曼（John Ziman）即認為科學是一種公眾知識，因此亦包含著數學。在任何的情況下，數學和物理科學的許多領域都有著很多相同的地方，尤其是從假設所得的邏輯推論之探索。直覺和實驗在數學和科學的猜想建構上皆扮演著重要的角色。實驗數學在數學中的重要性正持續地在增加，且計算和模擬在科學及數學中所扮演的角色也越來越加重，減輕了數學不使用科學方法的缺點。在史蒂芬·沃爾夫勒姆2002年的著作《一種新科學》中他提出，計算數學應被視為其自身的一科學領域來探索。
數學家對此的態度並不一致。一些研究應用數學的數學家覺得他們是科學家，而那些研究純數學的數學家則時常覺得他們是在一門較接近邏輯的領域內工作，且因此基本上是個哲學家。許多數學家認為稱他們的工作是一種科學，是低估了其美學方面的重要性，以及其作為七大博雅教育之一的歷史；另外亦有人認為若忽略其與科學之間的關聯，是假裝沒看到數學和其在科學與工程之間的交互影響，進而促進了數學在許多科學上的發展此一事實。這兩種觀點之間的差異在哲學上產生了數學是「被創造」（如藝術）或是「被發現」（如科學）的爭議。大学院系划分中常见「科学和数学系」，这指出了这两个领域被看作有緊密聯繫而非一樣。實際上，數學家通常會在大體上與科學家合作，但在細節上卻會分開。此爭議亦是數學哲學眾多議題的其中一個。

## 數學的各領域

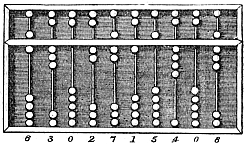
早期的數學完全著重在演算實際運算的需要上，有如反映在中國算盤上的一般

如上所述，數學主要的學科最先產生於商業上計算的需要、了解數字間的關係、測量土地及預測天文事件。這四種需要大致地與數量、結構、空間及變化（即算術、代數、幾何及分析）等數學上廣泛的子領域相關連著。除了上述主要的關注之外，亦有用來探索由數學核心至其他領域上之間的連結的子領域：至邏輯、至集合論（基礎）、至不同科學的經驗上的數學（應用數學）、及較近代的至不確定性的嚴格研究。

### 基礎與哲學
為了闡明數學基礎，數學邏輯和集合論等領域被發展了出來。
數學邏輯專注於將數學置在一堅固的公理架構上，並研究此一架構的結果。就數學邏輯本身而言，其為哥德爾第二不完備定理所屬的領域，而這或許是邏輯學中最廣為流傳的成果：總是存在不能被證明的真命題。
現代邏輯被分成遞歸論、模型論和證明論，且和理論電腦科學有著密切的關連性，千禧年大獎難題中的P/NP問題就是理論電腦科學中的著名問題。
| {\displaystyle P\Rightarrow Q\,} |        |        |
| 數學邏輯                         | 集合論 | 範疇論 |

### 纯粹数学

#### 数量
數量的研究起於數，一開始為熟悉的自然數及整數與被描述在算術內的自然數及整數的算術運算。整數更深的性質於數論中有詳細的研究，此一理論包括了如費馬最後定理等著名的結果。數論還包括兩個被廣為探討的未解問題：孿生質數猜想及哥德巴赫猜想。
當數系更進一步發展時，整數被視為有理數的子集，而有理數則包含於實數中，連續的量即是以實數來表示的。實數則可以被進一步廣義化成複數。數的進一步廣義化可以持續至包含四元數及八元數。從自然數亦可以推廣到超限數，它形式化了計數至無限的這一概念。另一個研究的領域為大小，這個導致了基數和之後對無限的另外一種概念：阿列夫数，它允許無限集合之間的大小可以做有意義的比較。
| {\displaystyle 1,2,3\,\!}    | {\displaystyle -2,-1,0,1,2\,\!} | {\displaystyle -2,{\frac {2}{3}},1.21\,\!} | {\displaystyle -e,{\sqrt {2}},3,\pi \,\!} | {\displaystyle 2,i,-2+3i,2e^{i{\frac {4\pi }{3}}}\,\!} |
| 自然數                       | 整數                            | 有理數                                     | 實數                                      | 複數                                                   |
| {\displaystyle \mathbb {N} } | {\displaystyle \mathbb {Z} }    | {\displaystyle \mathbb {Q} }               | {\displaystyle \mathbb {R} }              | {\displaystyle \mathbb {C} }                           |

#### 結構
許多如數及函數的集合等數學物件都有著內含的結構。這些物件的結構性質被探討於群、環、等抽象系統中，該些物件事實上也就是這樣的系統。此為代數的領域。在此有一個很重要的概念，即廣義化至向量空間的向量，它於線性代數中被研究。向量的研究結合了數學的三個基本領域：數量、結構及空間。向量分析則將其擴展至第四個基本的領域內，即變化。
创立于二十世纪三十年代的法国的布尔巴基学派认为：纯粹数学，是研究抽象结构的理论。
结构，就是以初始概念和公理出发的演绎系统。
布尔巴基学派认为，有三种基本的抽象结构：代数结构（群，环，域……），序结构（偏序，全序……），拓扑结构（邻域，极限，连通性，维数……）。
|      |      |      |        |
| 數論 | 群論 | 圖論 | 序理論 |

#### 空間
空間的研究源自於幾何－尤其是欧几里得几何。三角學則結合了空間及數，且包含有著名的勾股定理。現今對空間的研究更推廣到了更高維的幾何、非歐幾里得幾何（其在廣義相對論中扮演著核心的角色）及拓撲學。數和空間在解析幾何、微分幾何和代數幾何中都有著很重要的角色。在微分幾何中有著纖維叢及流形上的微積分等概念。在代數幾何中有著如多項式方程的解集等幾何物件的描述，結合了數和空間的概念；亦有著拓撲群的研究，結合了結構與空間。李群被用來研究空間、結構及變化。在其許多分支中，拓撲學可能是二十世紀數學中有著最大進展的領域，並包含有存在已久的龐加萊猜想，以及有爭議的四色定理。龐加萊猜想已在2006年确认由俄罗斯数学家格里戈里·佩雷尔曼證明，而四色定理已在1976年由凱尼斯·阿佩爾和沃夫岡·哈肯用電腦證明，而從來沒有由人力來驗證過。
|      |        |          |        |      |        |
| 幾何 | 三角學 | 微分幾何 | 拓撲學 | 碎形 | 測度論 |

#### 變化
了解及描述變化在自然科學裡是一普遍的議題，而微積分更為研究變化的有利工具。函數诞生於此，作為描述一變化的量的核心概念。對於實數及實變函數的嚴格研究為實分析，而複分析則為複數的等價領域。黎曼猜想——數學最基本的未決問題之一——便是以複分析來描述的。泛函分析注重在函數的（一般為無限維）空間上。泛函分析的眾多應用之一為量子力學。許多的問題很自然地會導出一個量與其變化率之間的關係，而這在微分方程中被研究。在自然界中的許多現象可以被動力系統所描述；混沌理論則是對系統的既不可預測而又是決定的行為作明確的描述。
|        |          |          |          |          |        |
| 微積分 | 向量分析 | 微分方程 | 動力系統 | 混沌理論 | 複分析 |

### 離散數學
離散數學是指對理論電腦科學最有用處的數學領域之總稱，這包含有可計算理論、計算複雜性理論及資訊理論。可計算理論檢驗電腦的不同理論模型之極限，這包含現知最有力的模型——圖靈機。複雜性理論研究可以由電腦作為較易處理的程度；有些問題即使理論是可以以電腦解出來，但卻因為會花費太多的時間或空間而使得其解答仍然不為實際上可行的，儘管電腦硬體的快速進步。最後，資訊理論專注在可以儲存在特定媒介內的資料總量，且因此有壓縮及熵等概念。
作為一相對較新的領域，離散數學有許多基本的未解問題。其中最有名的為P/NP問題——千禧年大獎難題之一。一般相信此問題的解答是否定的。
| {\displaystyle {\begin{matrix}(1,2,3)&(1,3,2)\\(2,1,3)&(2,3,1)\\(3,1,2)&(3,2,1)\end{matrix}}} |          |        |      |
| 組合數學                                                                                      | 計算理論 | 密碼學 | 圖論 |

### 應用數學
應用數學思考將抽象的數學工具運用在解答科學、工商業及其他領域上之現實問題。應用數學中的一重要領域為統計學，它利用機率論為其工具並允許對含有機會成分的現象進行描述、分析與預測。大部份的實驗、調查及觀察研究需要統計對其資料的分析。（許多的統計學家並不認為他們是數學家，而比較覺得是合作團體的一份子。）數值分析研究有什麼計算方法，可以有效地解決那些人力所限而算不出的數學問題；它亦包含了對計算中捨入誤差或其他來源的誤差之研究。

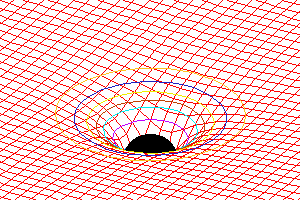
數學物理
數學流體力學
數值分析
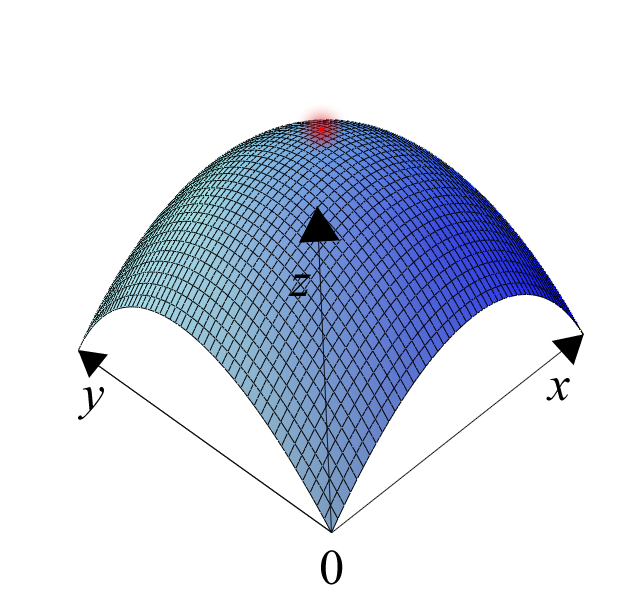
最佳化
概率论
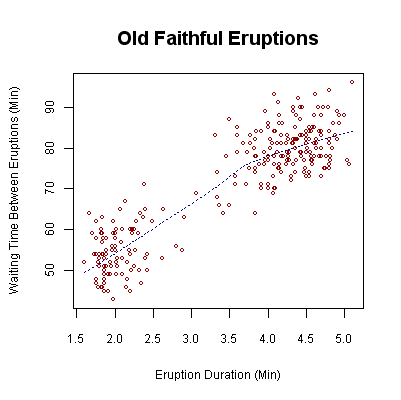
統計學
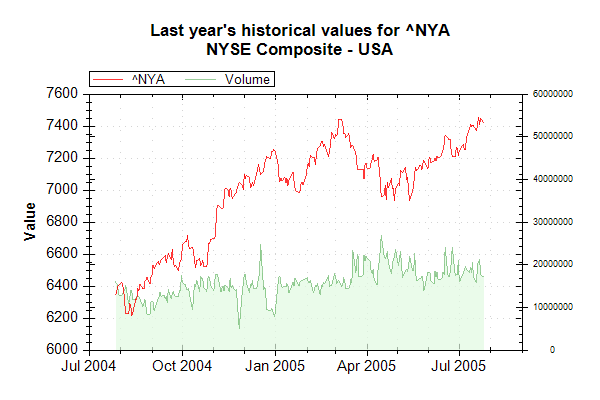
計量金融
賽局理論
數理經濟學
生物數學
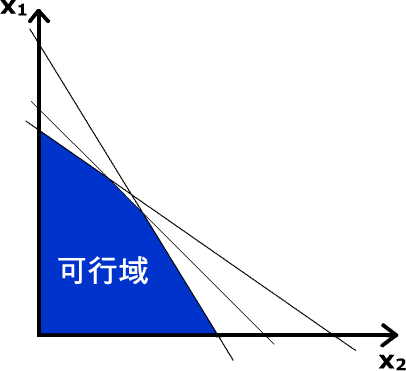
作業研究
控制論

## 数学奖项

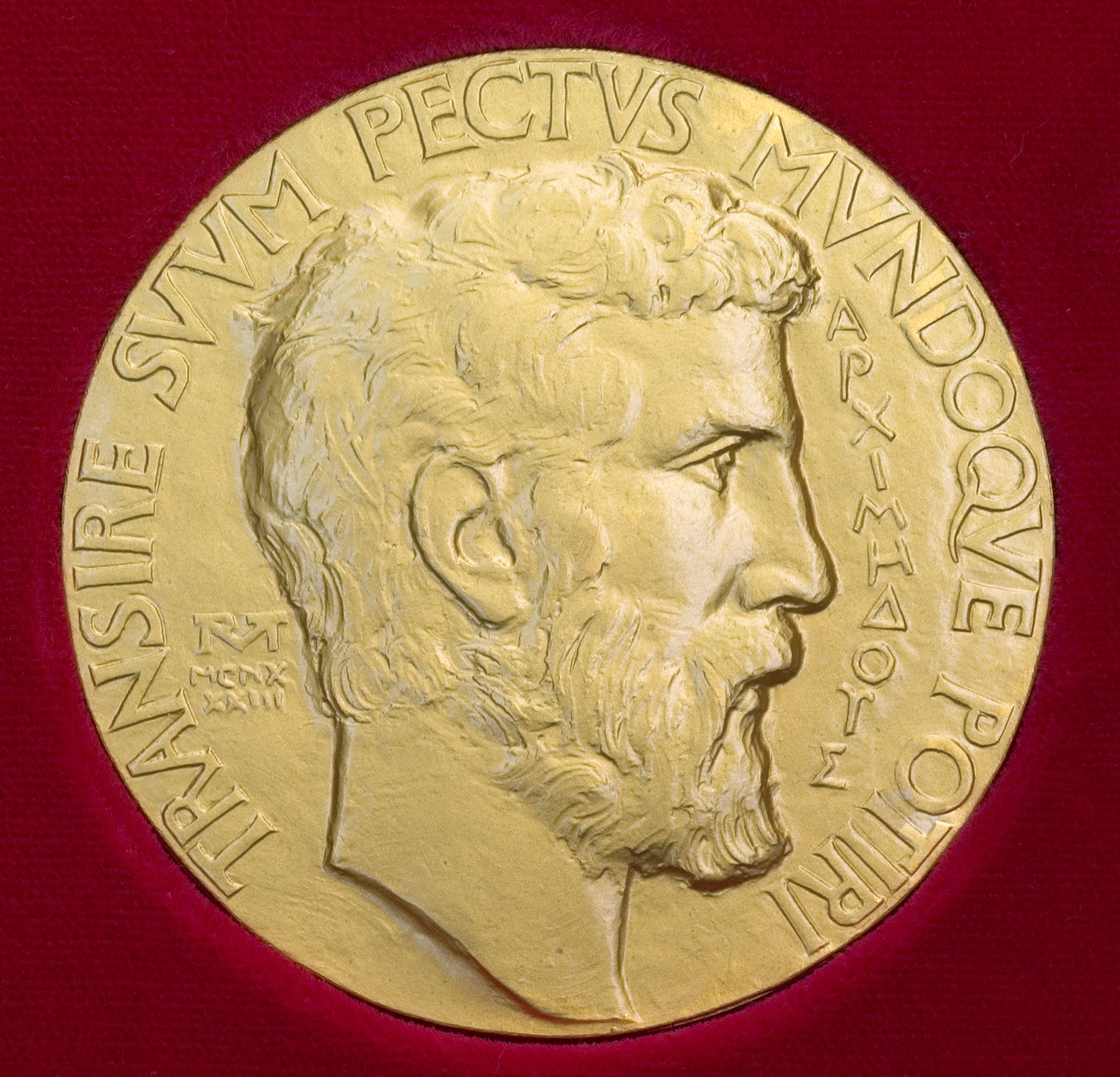
菲尔茲奖牌正面

數學獎通常和其他科學的獎項分開。數學上最有名的獎為菲爾茲獎，創立於1936年，每四年頒獎一次。它通常被認為是數學領域的諾貝爾獎。另一個國際上主要的獎項為阿貝爾獎，創立於2003年。兩者都頒獎於特定的工作主題，包括數學新領域的創新或已成熟領域中未解決問題的解答。著名的23個問題，稱為希爾伯特的23個問題，於1900年由德國數學家大衛·希爾伯特所提出。這一連串的問題在數學家之間有著極高的名望，且至少有九個問題已經被解答了出來。另一新的七個重要問題，稱為千禧年大獎難題，發表於2000年。對其每一個問題的解答都有著一百萬美元的獎金，而當中只有一個問題（黎曼猜想）和希爾伯特的問題重複。
- 菲尔兹奖，由国际数学联盟的国际数学家大会颁发的奖项。每四年颁奖一次，颁给有卓越贡献的年轻数学家，每次最多四人得奖。得奖者须在该年元旦前未满四十岁，是年輕數學家可以獲得的最大獎項[34]。它是据加拿大数学家约翰·查尔斯·菲尔兹的要求设立的。菲尔兹奖被视为数学界的诺贝尔奖。
- 沃尔夫奖，由沃尔夫基金会颁发，该基金会于1976年在以色列创立，1978年开始颁奖[35]。创始人里卡多·沃尔夫是外交家、实业家和慈善家。而沃尔夫数学奖是沃尔夫奖的一个奖项，它和菲尔兹奖被共同誉为数学家的最高荣誉。
- 阿贝尔奖，由挪威王室向杰出数学家颁发的一种奖项，每年颁发一次。2001年，为了纪念2002年挪威著名数学家尼尔斯·亨利克·阿贝尔二百周年诞辰，挪威政府宣布将开始颁发此种奖金[36]。奖金的数额大致同诺贝尔奖相近。设立此奖的一个原因也是因为诺贝尔奖没有数学奖项。2001年挪威政府拨款2亿挪威克朗作为启动资金。扩大数学的影响，吸引年轻人从事数学研究是设立阿贝尔奖的主要目的。